# Hildéric de Spolète

L'Italie vers 740.

Hildéric de Spolète (en latin Hildericus (dux) Spoleti, en italien Ilderico (duca) di Spoleto) est un duc lombard de Spolète de 739 à 740. 
Il fut nommé duc par le roi des Lombards Liutprand qui venait de chasser de Spolète le précédent duc, Transamond, qui cherchait à se rendre indépendant et s'était révolté contre l'autorité royale.

Son règne sera de courte durée : Transamond, qui s'était réfugié auprès du pape Grégoire III, revint à Spolète avec l'appui du duc Godescalc de Bénévent, tua Hildéric et reprit les rênes du duché.

## Source primaire
- Paul Diacre, Histoire des Lombards, L. VI, LV.